# Fuglse Sogn
Fuglse Sogn er et sogn i Maribo Domprovsti (Lolland-Falsters Stift).
I 1800-tallet var Krønge Sogn anneks til Fuglse Sogn. Begge sogne hørte til Fuglse Herred i Maribo Amt. Fuglse-Krønge sognekommune blev ved kommunalreformen i 1970 indlemmet i Holeby Kommune, der ved strukturreformen i 2007 indgik i Lolland Kommune.
I Fuglse Sogn ligger Fuglse Kirke.
I sognet findes følgende autoriserede stednavne:
- Alsø (bebyggelse, ejerlav)
- Bøsserup (bebyggelse, ejerlav)
- Flårup (bebyggelse, ejerlav)
- Flårupmelle (bebyggelse)
- Frederiksminde (landbrugsejendom)
- Fuglse (bebyggelse, ejerlav)
- Fuglse Bagskov (bebyggelse)
- Hillestolpe (bebyggelse, ejerlav)
- Kolonien (bebyggelse)
- Kærstrup (ejerlav, landbrugsejendom)
- Redeligheden (bebyggelse)
- Skottemarke (bebyggelse, ejerlav)
- Tamrodshuse (bebyggelse)
- Ullede (bebyggelse)